# Vestland
 Ikke at forveksle med Vestlandet.
Vestland er navnet på det nye fylke som blev oprettet 1. januar 2020 da Hordaland og Sogn og Fjordane fylker i Vestnorge blev lagt sammen. Hornindal kommune blev samme dato en del af Volda kommune i Møre og Romsdal fylke.

## Geografi og demografi
- Fylkets største by er Bergen - med 281.190 indbyggere (per 1. jan. 2018).[3]
- Fylkets længste fjord er Sognefjorden - med en længde på 205 kilometer.
- Fylkets højeste fjeld er Store Skagastølstind - 2.405 meter over havet - i Jotunheimen.
- Fylkets folketal er ca. 630.000 indbyggere - af dette 83 % i nuværende Hordaland.[4]
- Fylkets areal er ca. 33.868 kvadratkilometer - af dette 54 % i nuværende Sogn og Fjordane.[5]
- Andelen grundskoleelever med bokmål som hovedsprog er 50,8 %.[6]

## Politik og administration
I hensigtsaftalen om oprettelsen af Vestland fylkeskommune har man blandt andet bestemt følgende:
- Fylkeskommunens politiske og administrative ledelse skal være i Bergen.
- Fylkesmandsembedets ledelse skal være i Hermansverk.
- Fylkeskommunen skal styres efter formannskapsmodellen.
- Fylkestinget skal have 65 folkevalgte repræsentanter.
- Administrationssproget skal være nynorsk.

## Kommuner
Der vil være 43 kommuner i Vestland fylke fra 1. januar 2020:
- Alver (Lindås, Meland, Radøy)
- Askvoll
- Askøy
- Aurland
- Austevoll
- Austrheim
- Bergen
- Bjørnafjorden (Fusa, Os)
- Bremanger
- Bømlo
- Eidfjord
- Etne
- Fedje
- Fitjar
- Fjaler
- Gloppen
- Gulen
- Hyllestad
- Høyanger (Høyanger og Nessane kredsen af Balestrand)
- Kinn (Flora, Vågsøy)
- Kvam
- Kvinnherad
- Luster
- Lærdal
- Masfjorden
- Modalen
- Osterøy
- Samnanger
- Sogndal (Balestrand, Leikanger, Sogndal)
- Solund
- Stad (Eid, Selje, og Bryggja kredsen af Vågsøy)
- Stord
- Stryn
- Sunnfjord (Førde, Gaular, Jølster, Naustdal)
- Sveio
- Tysnes
- Ullensvang (Jondal, Odda, Ullensvang)
- Ulvik
- Vaksdal
- Vik
- Voss (Granvin, Voss)
- Øygarden (Fjell, Sund, Øygarden)
- Årdal

## Byer
De største byer i Vestland fylke, rangeret efter indbyggertal 1. januar 2018 (kommune i parentes):
| - Bergen - 281 190 (Bergen) - Askøy - 23 438 (Askøy) - Leirvik - 14 161 (Stord) - Osøyro - 13 822 (Bjørnafjorden) - Straume - 11 284 (Øygarden) - Førde - 10 338 (Sunnfjord) - Florø - 9 024 (Kinn) - Vossevangen - 6 598 (Voss) - Knarvik - 6 005 (Alver) | - Odda - 4.954 (Ullensvang) - Ågotnes - 4.108 (Øygarden) - Sogndalsfjøra - 3.957 (Sogndal) - Fanahammeren - 3.863 (Bergen) - Sagvåg - 3.435 (Stord) - Måløy - 3.283 (Kinn) - Øvre Årdal - 3.131 (Årdal) - Nordfjordeid - 2.974 (Stad) - Frekhaug - 2.931 (Alver) - Svortland - 2.856 (Bømlo) | - Stryn - 2.515 (Stryn) - Espeland - 2.447 (Bergen) - Sandane - 2.436 (Gloppen) - Sunde/Valen- 2.301 (Kvinnherad) - Norheimsund - 2.290 (Kvam) - Husnes - 2.193 (Kvinnherad) - Hermansverk - 2.156 (Sogndal) - Høyanger - 2.102 (Høyanger) - Øystese - 2.054 (Kvam) - Søfteland - 1.827 (Bjørnafjorden) |

Bergen, Florø, Førde, Leirvik (Stord), Måløy og Odda har bystatus.